# Larzicourt-Isle-sur-Marne
Larzicourt-Isle-sur-Marne est une Ancienne commune de la Marne. 
Créée en 1974 par la fusion des communes de Larzicourt et d'Isle-sur-Marne, elle fût supprimée en 1983 avec pour conséquence de rétablir les deux communes constituantes.

## Toponymie
Larzicourt est attesté sous les formes Larzeicurtis (1133) ; Larcicurt (1136) ; Larzicurtum (1141) ; Larzicort (1153) ; Larzeicort (1158) ; Larzeicourt (1161) ; Larzeicurt (vers 1165) ; Larzicurt (1167) ; Larzicuria (1179) ; Larzecuria (1179) ; Larzecurt (1200) ; Larzicurtis (1207) ; Largicort (1213) ; Larcicort, Lazicort, Lazicor (vers 1222) ; Larzecourt (1234) ; Larcicourt (vers 1252) ; Larzeycort (1299) ; Lazicourt (vers 1300) ; Largicurtis (1346) ; Larzicour (XVIIIe siècle).

Isle-sur-Marne est attesté sous les formes Hisle (1135) ; Hiisle (1150) ; Insula (1165) ; Isles (1187) ; Villa mea que dicitur Insulas juxta Larzicurtem (1207) ; Insulæ (1216) ; Illes, les Illes (vers 1220) ; Ysle (1633).

Isle est une ancienne forme du nom île. Le mot île existe en français depuis le XIIe siècle. Il découle du latin vulgaire isula, qui correspond au latin classique insula (« maison, pâté de maisons, ile »). 
Le terme isle désigne des villages établis sur la rive d'un cours d'eau.

La Marne est une rivière située à l'est du Bassin parisien. Elle représente la plus grande rivière de France. C'est le principal affluent de la Seine.